# Acada annulifer
Acada annulifer är en fjärilsart som beskrevs av Holland 1892. Acada annulifer ingår i släktet Acada och familjen tjockhuvuden. Inga underarter finns listade i Catalogue of Life.